# X (альбом)
× («Multiply») — другий студійний альбом англійського співака і автора-виконавця Еда Ширана, випущений 20 червня 2014 року в Австралії і Новій Зеландії та 23 червня по всьому світу на лейблах Asylum Records та Atlantic Records. Альбом отримав позитивні відгуки від музичних критиків та мав міжнародний комерційний успіх, посівши перше місце в 15 країнах, а також очолив UK Albums Chart та американський Billboard 200. «×» також увійшов до п'ятірки найкращих у семи інших країнах і став найбільш продаваним альбомом 2014 року в Австралії, Новій Зеландії, Ірландії та Великій Британії. З цього альбому було випущено п'ять синглів: «Sing», «Don't», «Thinking Out Loud», «Bloodstream» (у співпраці з Rudimental) та «Photograph».
У грудні 2014 року Spotify назвав альбом × найбільш прослуховуваним у світі за 2014 рік, зібравши понад 430 мільйонів прослуховувань за рік. × отримав 13-кратний платиновий сертифікат у Великій Британії з продажами понад трьох мільйонів копій, що робить його третім найбільш продаваним альбомом 2010-х років і 20-м найбільш продаваним альбомом в історії Великої Британії. Альбом був сертифікований 3-кратно платиновим у Канаді, 6-кратно платиновим у Новій Зеландії та 4-кратно платиновим у США, а його продажі перевищили чотири мільйони копій. Він також став першим альбомом, який отримав діамантовий сертифікат в Австралії. Також × побив рекорд Адель за найдовше перебування альбому в топ-10 чартів в історії Великої Британії. У 2015 році × виграв Brit Award у номінації «Британський альбом року», а на 57-й церемонії вручення премії Греммі був номінований на «Кращий поп-вокальний альбом» та «Альбом року».

## Список пісень
| Стандартне видання | Стандартне видання  | Стандартне видання                            | Стандартне видання        | Стандартне видання |
| #                  | Назва               | Автор                                         | Продюсер(и)               | Тривалість         |
| ------------------ | ------------------- | --------------------------------------------- | ------------------------- | ------------------ |
| 1.                 | «One»               | Ед Ширан                                      | Джейк Гослінг             | 4:12               |
| 2.                 | «I'm a Mess»        | Ширан                                         | Гослінг                   | 4:04               |
| 3.                 | «Sing»              | Ширан Фаррелл Вільямс                         | Вільямс                   | 3:55               |
| 4.                 | «Don't»             | Ширан Бенні Бланко                            | Рік Рубін Бенні Бланко    | 3:39               |
| 5.                 | «Nina»              | Ширан Джонні Макдейд                          | Гослінг                   | 3:45               |
| 6.                 | «Photograph»        | Ширан Макдейд Мартін Гаррінгтон Томас Леонард | Джефф Бхаскер Еміль Гейні | 4:19               |
| 7.                 | «Bloodstream»       | Ширан Макдейд Гері Лайтбоді Rudimental        | Рубін Rudimental          | 5:00               |
| 8.                 | «Tenerife Sea»      | Ширан Макдейд Фой Венс                        | Rubin                     | 4:01               |
| 9.                 | «Runaway»           | Ширан Вільямс                                 | Вільямс                   | 3:25               |
| 10.                | «The Man»           | Ширан                                         | Гослінг                   | 4:10               |
| 11.                | «Thinking Out Loud» | Ширан Емі Водж                                | Гослінг                   | 4:41               |
| 12.                | «Afire Love»        | Ширан Макдейд Венс                            | Макдейд                   | 5:14               |
| 50:25              |                     |                                               |                           |                    |

| Додаткові пісні делюкс видання | Додаткові пісні делюкс видання | Додаткові пісні делюкс видання | Додаткові пісні делюкс видання | Додаткові пісні делюкс видання |
| #                              | Назва                          | Автор                          | Продюсер(и)                    | Тривалість                     |
| ------------------------------ | ------------------------------ | ------------------------------ | ------------------------------ | ------------------------------ |
| 13.                            | «Take It Back»                 | Ширан Макдейд                  | Рубін                          | 3:28                           |
| 14.                            | «Shirtsleeves»                 | Ширан                          | Гослінг                        | 3:09                           |
| 15.                            | «Even My Dad Does Sometimes»   | Ширан Водж                     | Гослінг                        | 3:48                           |
| 16.                            | «I See Fire»                   | Ширан                          | Ширан                          | 5:00                           |
| 65:45                          |                                |                                |                                |                                |

| Додаткова пісня фізичної версії делюкс видання | Додаткова пісня фізичної версії делюкс видання | Додаткова пісня фізичної версії делюкс видання | Додаткова пісня фізичної версії делюкс видання | Додаткова пісня фізичної версії делюкс видання |
| #                                              | Назва                                          | Автор                                          | Продюсер(и)                                    | Тривалість                                     |
| ---------------------------------------------- | ---------------------------------------------- | ---------------------------------------------- | ---------------------------------------------- | ---------------------------------------------- |
| 17.                                            | «All of the Stars»                             | Ширан Макдейд                                  | Макдейд                                        | 3:55                                           |
| 69:40                                          |                                                |                                                |                                                |                                                |

## Чарти
| Чарт (2014—2019)                                     | Найвища позиція |
| ---------------------------------------------------- | --------------- |
| Австралія Australian Albums (ARIA)                   | 1               |
| Австрія Austrian Albums (Ö3 Austria)                 | 2               |
| Бельгія Belgian Albums (Ultratop Flanders)           | 2               |
| Бельгія Belgian Albums (Ultratop Wallonia)           | 8               |
| Brazilian Albums (ABPD)                              | 9               |
| Канада Canadian Albums (Billboard)                   | 1               |
| Чехія Czech Albums (ČNS IFPI)                        | 10              |
| Данія Danish Albums (Hitlisten)                      | 1               |
| Нідерланди Dutch Albums (MegaCharts)                 | 1               |
| Фінляндія Finnish Albums (Suomen virallinen lista)   | 1               |
| Франція French Albums (SNEP)                         | 5               |
| Німеччина German Albums (Offizielle Top 100)         | 1               |
| Угорщина Hungarian Albums (MAHASZ)                   | 3               |
| Ірландія Irish Albums (IRMA)                         | 1               |
| Італія Italian Albums (FIMI)                         | 2               |
| Japanese Albums (Oricon)                             | 32              |
| Mexican Albums (AMPROFON)                            | 17              |
| Нова Зеландія New Zealand Albums (Recorded Music NZ) | 1               |
| Норвегія Norwegian Albums (VG-lista)                 | 1               |
| Польща Polish Albums (ZPAV)                          | 1               |
| Португалія Portuguese Albums (AFP)                   | 2               |
| Шотландія Scottish Albums (OCC)                      | 1               |
| South African Albums (RISA)                          | 1               |
| South Korean Albums (Gaon)                           | 45              |
| Іспанія Spanish Albums (PROMUSICAE)                  | 6               |
| Швеція Swedish Albums (Sverigetopplistan)            | 1               |
| Швейцарія Swiss Albums (Schweizer Hitparade)         | 1               |
| Велика Британія UK Albums (OCC)                      | 1               |
| США Billboard 200                                    | 1               |

| Чарт (2014)                              | Позиція |
| ---------------------------------------- | ------- |
| Australian Albums (ARIA)                 | 1       |
| Austrian Albums (Ö3 Austria)             | 35      |
| Belgian Albums (Ultratop Flanders)       | 11      |
| Belgian Albums (Ultratop Wallonia)       | 63      |
| Canadian Albums (Billboard)              | 10      |
| Danish Albums (Hitlisten)                | 25      |
| Dutch Albums (MegaCharts)                | 9       |
| Finnish Albums (Suomen virallinen lista) | 4       |
| French Albums (SNEP)                     | 86      |
| German Albums (Offizielle Top 100)       | 9       |
| Hungarian Albums (MAHASZ)                | 30      |
| Irish Albums (IRMA)                      | 1       |
| Italian Albums (FIMI)                    | 37      |
| New Zealand Albums (RMNZ)                | 1       |
| Polish Albums (ZPAV)                     | 21      |
| Swedish Albums (Sverigetopplistan)       | 4       |
| Swiss Albums (Schweizer Hitparade)       | 9       |
| UK Albums (OCC)                          | 1       |
| US Billboard 200                         | 21      |

| Чарт (2015)                        | Позиція |
| ---------------------------------- | ------- |
| Australian Albums (ARIA)           | 2       |
| Austrian Albums (Ö3 Austria)       | 26      |
| Belgian Albums (Ultratop Flanders) | 20      |
| Belgian Albums (Ultratop Wallonia) | 34      |
| Canadian Albums (Billboard)        | 2       |
| Danish Albums (Hitlisten)          | 3       |
| Dutch Albums (MegaCharts)          | 12      |
| French Albums (SNEP)               | 25      |
| German Albums (Offizielle Top 100) | 9       |
| Hungarian Albums (MAHASZ)          | 13      |
| Irish Albums (IRMA)                | 2       |
| Italian Albums (FIMI)              | 29      |
| Mexican Albums (AMPROFON)          | 48      |
| New Zealand Albums (RMNZ)          | 2       |
| Polish Albums (ZPAV)               | 8       |
| Spanish Albums (PROMUSICAE)        | 31      |
| Swedish Albums (Sverigetopplistan) | 2       |
| Swiss Albums (Schweizer Hitparade) | 4       |
| UK Albums (OCC)                    | 2       |
| US Billboard 200                   | 2       |

| Чарт (2016)                        | Позиція |
| ---------------------------------- | ------- |
| Australian Albums (ARIA)           | 20      |
| Canadian Albums (Billboard)        | 15      |
| Danish Albums (Hitlisten)          | 7       |
| Dutch Albums (MegaCharts)          | 15      |
| German Albums (Offizielle Top 100) | 93      |
| Hungarian Albums (MAHASZ)          | 36      |
| Icelandic Albums (Plötutíóindi)    | 96      |
| New Zealand Albums (RMNZ)          | 3       |
| Spanish Albums (PROMUSICAE)        | 70      |
| Swedish Albums (Sverigetopplistan) | 20      |
| Swiss Albums (Schweizer Hitparade) | 54      |
| UK Albums (OCC)                    | 20      |
| US Billboard 200                   | 37      |

| Чарт (2017)                        | Позиція |
| ---------------------------------- | ------- |
| Australian Albums (ARIA)           | 7       |
| Austrian Albums (Ö3 Austria)       | 41      |
| Canadian Albums (Billboard)        | 34      |
| Danish Albums (Hitlisten)          | 6       |
| Dutch Albums (MegaCharts)          | 8       |
| German Albums (Offizielle Top 100) | 45      |
| Icelandic Albums (Plötutíóindi)    | 39      |
| Italian Albums (FIMI)              | 47      |
| New Zealand Albums (RMNZ)          | 8       |
| Polish Albums (ZPAV)               | 7       |
| Swedish Albums (Sverigetopplistan) | 15      |
| Swiss Albums (Schweizer Hitparade) | 33      |
| UK Albums (OCC)                    | 6       |
| US Billboard 200                   | 50      |

| Чарт (2018)                        | Позиція |
| ---------------------------------- | ------- |
| Australian Albums (ARIA)           | 10      |
| Canadian Albums (Billboard)        | 39      |
| Danish Albums (Hitlisten)          | 14      |
| Dutch Albums (MegaCharts)          | 30      |
| Icelandic Albums (Plötutíóindi)    | 59      |
| Irish Albums (IRMA)                | 10      |
| Italian Albums (FIMI)              | 100     |
| New Zealand Albums (RMNZ)          | 14      |
| Swedish Albums (Sverigetopplistan) | 37      |
| Swiss Albums (Schweizer Hitparade) | 67      |
| UK Albums (OCC)                    | 22      |
| US Billboard 200                   | 63      |

| Чарт (2019)                        | Позиція |
| ---------------------------------- | ------- |
| Australian Albums (ARIA)           | 33      |
| Belgian Albums (Ultratop Flanders) | 93      |
| Danish Albums (Hitlisten)          | 30      |
| Dutch Albums (Album Top 100)       | 50      |
| Icelandic Albums (Plötutíóindi)    | 74      |
| Irish Albums (IRMA)                | 41      |
| Latvian Albums (LAIPA)             | 86      |
| New Zealand Albums (RMNZ)          | 25      |
| Swedish Albums (Sverigetopplistan) | 79      |
| UK Albums (OCC)                    | 41      |

| Чарт (2020)                  | Позиція |
| ---------------------------- | ------- |
| Australian Albums (ARIA)     | 61      |
| Danish Albums (Hitlisten)    | 45      |
| Dutch Albums (Album Top 100) | 82      |
| Irish Albums (IRMA)          | 49      |
| UK Albums (OCC)              | 52      |

| Чарт (2021)                        | Позиція |
| ---------------------------------- | ------- |
| Australian Albums (ARIA)           | 59      |
| Belgian Albums (Ultratop Flanders) | 120     |
| Danish Albums (Hitlisten)          | 38      |
| Dutch Albums (Album Top 100)       | 70      |
| Irish Albums (IRMA)                | 50      |
| Swedish Albums (Sverigetopplistan) | 95      |
| UK Albums (OCC)                    | 55      |

| Чарт (2022)                        | Позиція |
| ---------------------------------- | ------- |
| Australian Albums (ARIA)           | 78      |
| Belgian Albums (Ultratop Flanders) | 115     |
| Danish Albums (Hitlisten)          | 43      |
| Dutch Albums (Album Top 100)       | 74      |
| UK Albums (OCC)                    | 62      |

| Чарт (2023)                        | Позиція |
| ---------------------------------- | ------- |
| Australian Albums (ARIA)           | 73      |
| Belgian Albums (Ultratop Flanders) | 185     |
| Danish Albums (Hitlisten)          | 94      |

| Чарт (2010—2019)                   | Позиція |
| ---------------------------------- | ------- |
| Australian Albums (ARIA)           | 5       |
| German Albums (Offizielle Top 100) | 18      |
| UK Albums (OCC)                    | 3       |
| US Billboard 200                   | 8       |

## Сертифікації
| Регіон | Сертифікація   | Продажі    |
| --- | -------------- | ---------- |
| Австралія (ARIA) | 10× Платиновий | 700 000    |
| Австрія (IFPI Austria) | 2× Платиновий  | 30 000*    |
| Бельгія (BEA) | Золотий        | 15 000     |
| Канада (Music Canada) | Діамантовий    | 800 000    |
| Данія (IFPI Denmark) | 10× Платиновий | 200 000    |
| Фінляндія (IFPI Finland) | Платиновий     | 19,618     |
| Франція (SNEP) | 2× Платиновий  | 200 000*   |
| Німеччина (BVMI) | Діамантовий    | 750 000    |
| Угорщина (Mahasz) | Платиновий     | 2000^      |
| Італія (FIMI) | 3× Платиновий  | 150 000    |
| Мексика (AMPROFON) | Золотий        | 30 000^    |
| Нідерланди (NVPI) | Золотий        | 25 000^    |
| Нова Зеландія (RIANZ) | 16× Платиновий | 240 000    |
| Норвегія (IFPI Norway) | Золотий        | 15 000*    |
| Польща (ZPAV) | Діамантовий    | 100 000    |
| Португалія (AFP) | Платиновий     | 15 000^    |
| Сінгапур (RIAS) | 4× Платиновий  | 40 000*    |
| Іспанія (PROMUSICAE) | Золотий        | 20 000     |
| Швеція (IFPI Sweden) | Платиновий     | 40 000     |
| Швейцарія (IFPI Switzerland) | 2× Платиновий  | 40 000^    |
| Велика Британія (BPI) | 13× Платиновий | 3 900 000  |
| США (RIAA) | 5× Платиновий  | 5 000 000  |
| Підсумки |                |            |
| Європа (IFPI) | 2× Платиновий  | 2 000 000* |
| *продажі, що базуються лише на сертифікаціях · ^відвантаження, що базуються лише на сертифікаціях · продажі+прослуховування, що базуються лише на сертифікаціях |                |            |